# Staat der Alawieten
De Staat der Alawieten (Frans: État des Alaouites, Arabisch: دولة جبل العلويين / Dawlat Jabal al-‘Alawiyyīn) of Alawietenterritorium (Frans: Territoire des Alaouites) was een Frans mandaatgebied dat overeenkomt met de bergachtige kuststrook van het huidige Syrië.

## Geschiedenis
Het gebied had, net als de omliggende gebieden in het Midden-Oosten, tot de Eerste Wereldoorlog toebehoord aan het Ottomaanse Rijk en werd in 1920 door de Volkenbond toegewezen aan Frankrijk, evenals de andere delen van het huidige Syrië en Libanon. De Staat der Alawieten was dus een onderdeel van het Frans Mandaat voor Syrië en Libanon, dat, om tegemoet te komen aan de religieuze verdeeldheid van het gebied, verdeeld was in verschillende districten. In de Staat der Alawieten vormden de Alawieten, een sjiitische afsplitsing, de belangrijkste geloofsgemeenschap.
In 1930 werd de naam van het gebied gewijzigd in het Gouvernement Latakia. In 1936 ging het gouvernment Latakia op in de Syrische Republiek die in 1945 onafhankelijk van Frankrijk werd en tegenwoordig de naam Arabische Republiek Syrië draagt.